# 51826 Kalpanachawla
Kalpanachawla (asteroide 51826) é um asteroide da cintura principal, a 2,8268121 UA. Possui uma excentricidade de 0,0808561 e um período orbital de 1 970 dias (5,4 anos).

Kalpanachawla tem uma velocidade orbital média de 16,9838455 km/s e uma inclinação de 9,57823º.
Foi batizado em homenagem da astronauta Kalpana Chawla.